# Australutica
Genre
Australutica est un genre d'araignées aranéomorphes de la famille des Zodariidae.

## Distribution
Les espèces de ce genre se rencontrent en Australie et en Afrique du Sud.

## Liste des espèces
Selon World Spider Catalog (version 17.5, 16/10/2016) :
- Australutica africana Jocqué, 2008
- Australutica manifesta Jocqué, 1995
- Australutica moreton Jocqué, 1995
- Australutica normanlarseni Jocqué, 2008
- Australutica quaerens Jocqué, 1995
- Australutica xystarches Jocqué, 1995

## Publication originale
- Jocqué, 1995 : Notes on Australian Zodariidae (Araneae), I. New taxa and key to the genera. Records of the Australian Museum, vol. 47, p. 117-140 (texte intégral).